# Spoorlijn 66A
Spoorlijn 66A was een Belgische spoorlijn die Ingelmunster met Anzegem verbond. De lijn was 27 km lang. In het spoorboekje van 1935 kreeg deze lijn het nummer 69A toebedeeld.
Van de in 1985 onbruik geraakte spoorlijn is een anderhalve kilometer spoorwegbedding overgebleven tussen Sint-Eloois-Vijve en Waregem.

## Geschiedenis
Op 20 december 1868 werd de enkelsporige spoorlijn geopend. In 1934 werd het reizigersverkeer tussen Waregem en Anzegem stopgezet en door een busdienst vervangen (lijn 69A in het spoorboekje van 1935). Op het baanvak tussen Ingelmunster en Waregem (en verder tot Tielt, als lijn 69B volgens het spoorboekje van 1935) bleef het reizigersverkeer tot 8 oktober 1950 gehandhaafd.
Goederenverkeer werd geleidelijk aan afgeschaft tussen 1934 en 1985. Telkens enkele jaren nadat het goederenverkeer op de verschillende secties was stopgezet, werden ook de sporen opgebroken. Dit gebeurde vanaf 1937 en 1974.
De spoorlijn werd nooit geëlektrificeerd.

## Natuurgebied
Op het baanvak tussen Sint-Eloois-Vijve en Waregem werden de sporen niet opgebroken. Een gedeelte van deze spoorwegberm vormt een waardevol natuurgebied en is sinds 1985 in beheer bij Natuurpunt afdeling Waregem-Zulte. De berm ligt in het oude overstromingsgebied van de Mei- en Gaverbeek en doorsnijdt de lokale meersen.
De gemeente Waregem wilde de dwarsliggers en de sporen uitbreken en verkopen, maar volgens Natuurpunt zou dit de biologische waarde van de spoorwegberm sterk verminderen. Zo zorgen de dwarsliggers voor de stabiliteit van de bodemlaag. De berm op het grondgebied van Zulte werd door de gemeente Zulte aangekocht. Bedoeling is om de spoorwegbedding tot een passief-recreatief (bv. wandelen) en een educatief natuurgebied om te vormen.

## Aansluitingen
In de volgende plaatsen was er een aansluiting op de volgende spoorlijnen:
Ingelmunster
Spoorlijn 66 tussen Brugge en Kortrijk
Spoorlijn 73A tussen Tielt en Ingelmunster
Waregem
Spoorlijn 75 tussen Gent-Sint-Pieters en Moeskroen
Anzegem
Spoorlijn 89 tussen Denderleeuw en Y Zandberg

## Lijn 206
Het gedeelte van de lijn tussen Waregem en het industriegebied Gaverbeek heeft als lijn 206 bestaan.